# Eckart Ranft
Eckart Ranft (* 19. Juni 1925 in Großdeuben, Sachsen; † 5. Juli 2015 in Bremen) war ein deutscher Jurist und Präsident des Finanzgerichts Bremen.

## Biografie
Ranft studierte nach dem Abitur an der Philipps-Universität Marburg Rechtswissenschaft. Er wurde am 28. November 1950 im Corps Hasso-Nassovia recipiert und zeichnete sich als Senior aus. Er war von 1972 bis 1990 Präsident des Finanzgerichts Bremen. Ihm folgte Hans-Jürgen Ziemann im Amt. Ranft war verheiratet und wurde Vater mehrerer Kinder.
Er gehörte zur Kirchgemeinde St. Remberti (Bremen) in Schwachhausen. Er war 1971–1976 Vizepräsident und 1977–1988 Präsident des Kirchenausschusses der Bremischen Evangelischen Kirche (BEK). 